# Барське-Татарово
Барське-Татарово (рос. Барское-Татарово) — село у В'язниківському районі Владимирської області Російської Федерації.
Входить до складу муніципального утворення селище Мстьора. Населення становить 1249 осіб (2010).

## Історія
Село розташоване на землях фіно-угорського народу мещери.
Від 10 квітня 1929 року належить до В'язниковського району. Спочатку у складі Івановської промислової області, а від 1944 року — Владимирської області.
Згідно із законом від 16 травня 2005 року входить до складу муніципального утворення селище Мстьора.

## Населення
| 1859 | 1905 | 1926 | 2002  | 2010  |
| ---- | ---- | ---- | ----- | ----- |
| 403  | ↘314 | ↗611 | ↗1365 | ↘1249 |